# Antoni-Rząsa-Galerie
Die Antoni-Rząsa-Galerie (poln. Galeria Antoniego Rząsy) wurde 1976 in Zakopane gegründet. Thema der Ausstellung ist das Wirken des Bildhauers und Holzschnitzers Antoni Rząsa. Die Galerie stellt Werke des Künstlers sowie wechselnde Ausstellungen aus. Die Galerie wird von dem Sohn des Künstlers Marcin Rząsa geführt.